# Liste d'arènes de bataille en ligne multijoueur
Cette liste d'arènes de bataille en ligne multijoueur recense des jeux vidéo s'intégrant dans le genre arène de bataille en ligne multijoueur.
Pour un souci de cohérence, la liste utilise les noms français des jeux, si ce nom existe.
- Haut – A
- B
- C
- D
- E
- F
- G
- H
- I
- J
- K
- L
- M
- N
- O
- P
- Q
- R
- S
- T
- U
- V
- W
- X
- Y
- Z

## A
- Adventure Time: Battle Party
- Adversator
- AirMech
- Arena of Valor
- Awesomenauts

## B
- Battlerite
- Battle for Graxia
- Bleeding Edge
- Bloodline Champions

## C
- Call of Champions
- Clash Royale

## D
- Defense of the Ancients
- Demigod
- Dota 2

## E
Pas d'entrée.

## F
- Fates Forever

## G
- Games of Glory
- Gardiens de la Terre du Milieu
- Gigantic

## H
- Heroes of Newerth
- Heroes of Order and Chaos
- Heroes of the Storm

## I
- Infinite Crisis
- Insidia

## J
Pas d'entrée.

## K
Pas d'entrée.

## L
- League of Legends
- League of Legends: Wild Rift

## M
- Master X Master
- Mobile Legends: Bang Bang
- Monday Night Combat

## N
Pas d'entrée.

## O
- Onmyoji Arena

## P
- Paladins : Champions du Royaume
- Panzar: Forged by Chaos
- Paragon
- Pokémon Unite
- Prime World

## Q
Pas d'entrée.

## R
Pas d'entrée.

## S
- Smite
- Solstice Arena
- Star Wars: Force Arena
- Strife

## T
Pas d'entrée.

## U
Pas d'entrée.

## V
- Vainglory

## W
- Warhammer 40,000: Dark Nexus Arena
- Warhammer Online: Wrath of Heroes
- Witcher Battle Arena, The

## X
Pas d'entrée.

## Y
Pas d'entrée.

## Z
Pas d'entrée.
- Haut – A
- B
- C
- D
- E
- F
- G
- H
- I
- J
- K
- L
- M
- N
- O
- P
- Q
- R
- S
- T
- U
- V
- W
- X
- Y
- Z